# Университет Киндио
Университет Кинди́о (исп. Universidad del Quindío) — государственное учреждение и департамент при Министерстве образования в Колумбии. Штаб-квартира находится в Армении, Киндио, Колумбия.
Университет Киндио является государственным учебным заведением, имеющим академический порядок, то есть имеет юридическую автономию, академическую автономию, а также административную и финансовую независимость, закрепленную за губернаторством Киндио в соответствии с Постановлением № 014 от ноября 1982 года и 037 от 3 мая. 1984 г., признан университетом в соответствии с Законом 56 от 1967 г. и Указом Министерства образования от 15 января 1875 г.
Он имеет 32 студенческих академических программ и 16 аспирантских. В него входят 31 исследовательская группа, 14 из которых классифицированы и признаны Colciencias: 2 категории A, 4 категории B и 8 в классе C.

## История
Университет Киндио был основан в 1960 году и стал институтом ведомственного статуса в 1982 году. В 1962 году начинает работу с программами Агрономия и Топография (Геодезия). В настоящее время в университете имеется 7 факультетов по следующим направлениям: гуманитарные науки, здравоохранение, инженерия, экономика и административные науки, образование, фундаментальные науки и технологии, наука в агробизнесе и формы дистанционного обучения.
В университете обучается 12 000 студентов, включая аспирантов, 854 преподавателей, из которых 24 докторанта, 233 магистра и 239 специалиста.

## Академическое расписание
Университет Киндио имеет 7 факультетов (школ), которые предлагают следующие курсы для студентов, аспирантов и дипломированных специалистов.

### Для студентов
Инженерный факультет
- Гражданское строительство
- Электроинженерия
- Системная инженерия
- Геоматика / Геодезия

Факультет агробизнеса
- Профессионализм в управлении сельскохозяйственным бизнесом
- Пищевая инженерия
- Сельскохозяйственные технологии
- Агропромышленная технология
- Химическая технология растительных продуктов

Факультет фундаментальных наук и технологий
- Химия
- Биология
- Физика
- Математика
- Электроника

Факультет гуманитарных наук
- Философия
- Геронтология
- Социальная коммуникация и журналистика
- Социальная работа
- Наука информации и документации

Факультет экономики и административных наук
- Общественного учета
- Финансовый (дистанционный)
- Управление бизнесом
- Экономика

Факультет наук о здоровье
- Медицина
- Уход за больными
- Гигиена труда

Факультет педагогических наук
- Современные языки с акцентом на английский и французский диплом
- Естественно-экологическое образование
- Степень литературы и кастильского языка
- Физическое и спортивное образование
- Степень математики

### Аспирантура
специализации
- Специализация в инвестиционных портфелях и оценке компаний
- Специализация в области логистики
- Специализация в международном бизнесе и финансах
- Специализация по налоговому менеджменту
- Специализация в области налогового аудита и внешнего аудита
- Специализация в области гигиены труда и гигиены труда
- Специализация в области экологического образования
- Специализация на радио

Магистратура
- Магистр биомедицинских наук
- Магистр материаловедения
- Магистр наук в области образования
- Магистр биоматематики
- Магистр биологии
- Мастер химии

Докторантура
- PhD в области образования
- Биомедицинские науки

Дипломы
- Диплом в области разработки веб-сайтов
- Диплом в области семейного вмешательства
- Диплом в области социальных исследований
- Диплом в области философии и образования
- Диплом в новой стандартной модели внутреннего контроля для государственных предприятий MECI 1000: 2005
- Диплом по международным стандартам бухгалтерского учета и аудита
- Диплом в области молекулярной биологии и биотехнологии
- Диплом в области обучения
- Диплом по английскому
- Диплом в Neuropsicopedagogía
- Диплом в виртуальных средах для преподавания и обучения
- Диплом в области очистки и переработки сточных вод.